# 清水灣鄉村俱樂部
清水灣鄉村俱樂部（英文：The Clearwater Bay Golf & Country Club）是香港一個私人高爾夫球場及遊艇會，設有兩個分別為十八洞及六洞的高爾夫球場、遊艇碼頭以及鄉村俱樂部，提供體育、康樂及餐飲設施。會所位於香港新界清水灣半島，面向南中國海，佔地逾130公頃。

## 歷史
清水灣鄉村俱樂部在1982年才正式啟用，早於1960年代中期已有構思建設一個集鄉村俱樂部、高爾夫球會和遊艇會於一身的私人會所。經歷多年以通過可行性研究及各種法定程序，當初的構想才可實現。1977年，俱樂部註冊為非牟利機構，並與香港政府簽訂租約；而興建的工程分階段進行，直至1990年代初大致完成。

## 會員
清水灣鄉村俱樂部現有超過3,000 名會員，新會員可以透過購買「債權證」而取得會籍。六種會籍包括：
1. 高球俱樂部公司會籍 (Company Golf)
2. 高球俱樂部個人會籍 (Individual Golf)
3. 鄉村俱樂部公司會籍 (Company Country Club)
4. 鄉村俱樂部個人會籍 (Individual Country Club)
5. 遊艇俱樂部公司會籍 (Company Marina)
6. 遊艇俱樂部個人會籍 (Individual Marina)

## 設施
清水灣鄉村俱樂部設有不同種類的體育及康樂設施，如：高爾夫球場及練習場、推桿果嶺、健身室、水療設施、室外泳池、網球場、乒乓球室、羽毛球場、壁球場、籃球場及足球場等。
另外，會所亦有多所餐飲設施，包括Oasis、觀瀾樓、Horizons、Poolside Cafe、BreeZes，以及Wine Cellar。
其他設施包括Pro Shop、Country Club、 多功能活動室、Oasis草坪、兒童遊樂室及室外遊樂場等。

## 推動體育發展
清水灣鄉村俱樂部致力推動香港體育發展，舉辦不同本地及國際體育活動和賽事，如：美巡中國賽－清水灣公開賽、世界業餘隊際錦標賽、香港網球冠軍盃和全民運動日等。
另外，會所亦為球手提供資源和場地，支持本地運動員於體壇發展。
●	高爾夫球大使：黑純一（Jason Hak）、楊慕天（Motin Yeung）、張雄熙（Matthew Cheung）、梁稀嵐（Isabella Leung）
●	網球大使：張瑋桓（Eudice Chong）

## 慈善活動
清水灣鄉村俱樂部一直履行社會責任，自2003年起透過「清水灣·走入社群」計劃，以「家庭、鄰舍、保健、環保」為服務重點，貫徹「取諸社會，用諸社會」的理念回饋社會。會所多年來善用其康體設施和活動空間，與慈善團體合辦多元化的活動籌款，其中包括慈善高球賽、跑步及步行籌款；為長者及貧困家庭舉辦節慶午宴及保健課程，派發福袋和供他們免費使用會所設施。青少年服務方面，會所為有經濟需要的學生設立閱讀獎勵計劃及提供贊助，亦推展青少年保健及關懷項目；同時舉辦親子工作坊和講座，及對周邊社區提供適切的緊急援助。此外，會所亦舉辦了慈善線上音樂會和線上伸展運動，多途徑服務社會。於2020年底，會所舉辦嶄新的線上跑步行活動「清水灣慈善線上跑步行2020/2021」，鼓勵大眾在疫情下積極參與運動之餘，更將是次活動所得的收入全數捐贈「香港傷健共融網絡」，即「猛龍長跑隊」，支持殘障人士運動發展，推廣運動普及化。
會所的慈善夥伴涵蓋各個範疇，從長者服務和教育，至緊急救濟和環境保護，如香港特殊奧運會、生命熱線、博愛醫院、基督教勵行會、基督教靈實協會、聖雅各福群會、健康快車、母親的抉擇、香港世界宣明會、香港明愛、香港青年協會等。

## 獎項（近期）
高爾夫球場
●	高爾夫文摘（Golf Digest） – 2020年世界各國最佳高爾夫球場
●	雲高高爾夫（Cloud Golf） – 2019-2020年亞太區百佳高爾夫球場
●	勞力士 – 2010年全球1,000佳球場
私人會所
●	The Hong Kong Tatler – 2020年香港十大私人會所
●	2020-2021年Platinum Clubs of the World 亞太區50家優秀會所
可持續發展 / 環境
●	環境運動委員會- 香港環境卓越大獎 2019
關懷社群
●	香港社會服務聯會 – 15年Plus商界展關懷（自2014年）
●	香港中小型企業總商會有限公司 - 「友商有良」嘉許計劃（自2013年）

## 外部連結
- 清水灣鄉村俱樂部網址 （页面存档备份，存于）
- 清水灣鄉村俱樂部YouTube Channel （页面存档备份，存于）
- 清水灣鄉村俱樂部Facebook Page （页面存档备份，存于）